# Rip Torn
Rip Torn, właśc. Elmore Rual Torn Jr. (ur. 6 lutego 1931 w Temple, zm. 9 lipca 2019 w Lakeville) – amerykański aktor, reżyser i producent filmowy i telewizyjny. Laureat nagrody Emmy za rolę Artiego w sitcomie HBO The Larry Sanders Show, siedmiokrotnie nominowany do tej nagrody. Torn był także nominowany do Oscara, za rolę w filmie Moje Cross Creek.

## Życiorys
Urodził się w Temple w Teksasie jako syn ekonomisty Elmore’a Ruala Torna Sr. i Thelmy Torn (z domu Spacek), ciotki Sissy Spacek. W 1948 ukończył Taylor High School w Taylor. Uczęszczał do korpusu kadetów Teksańskiego Uniwersytetu Rolniczo-Mechanicznego. W 1953 ukończył studia na Uniwersytecie Teksańskim w Austin. Uczył się aktorstwa pod kierunkiem prof. Bena Payne’a, a po ukończeniu studiów odbył służbę wojskową.
Po raz pierwszy pojawił się na ekranie jako dentysta w dramacie Elii Kazana Laleczka (1956) z Karlem Maldenem. Studiował w Actors Studio u Lee Strasberga. Od 24 marca 1955 do 17 listopada 1956 zastępując Bena Gazzarę grał postać Bricka w spektaklu Tennessee Williamsa Kotka na gorącym blaszanym dachu. Potem w zastępstwie za Paula Newmana od 10 marca 1959 do 30 czerwca 1960 występował w roli Chance’a Wayne’a w przedstawieniu Tennessee Williamsa Słodki ptak młodości, za którą był nominowany do Theatre World Award i Tony Award.
Za rolę Marsha Turnera w Moje Cross Creek (Cross Creek, 1983) na podstawie książki Marjorie Kinnan Rawlings zdobył nominację do Oscara. Postać Lewisa Slatona w miniserialu CBS The Atlanta Child Murders (1985) przyniosła mu nominację do nagrody Emmy. Zadebiutował jako reżyser komediodramatu Telefon (The Telephone, 1988) z Whoopi Goldberg. Jako Artie w sitcomie HBO The Larry Sanders Show (1992–98) zdobył Emmy 1996 oraz pięć nominacji do tej nagrody (1993, 1994, 1995, 1997 i 1998).
W 1998 za postać Zeda w komedii Barry’ego Sonnenfelda Faceci w czerni (Men in Black, 1997) był nominowany do Nagrody Satelity. Za rolę Warrena Shutta w serialu CBS Szpital Dobrej Nadziei (Chicago Hope, 1996) i jako Don Geiss w serialu Rockefeller Plaza 30 (2008) otrzymał nominację do nagrody Emmy.
W 2010 użyczył głosu Hefajstosowi w grze God of War III. W 2011 wystąpił w teledysku grupy They Might Be Giants „Can’t Keep Johnny Down.”
15 stycznia 1955 poślubił Ann Wedgeworth, z którą miał córkę Danae. W 1961 roku rozwiedli się. 8 września 1963 ożenił się z Geraldine Page, z którą miał córkę Angelicę (ur. 17 lutego 1964) oraz dwóch synów: Tony’ego i Jonathana. 13 czerwca 1987 Geraldine Page zmarła na zawał mięśnia sercowego w wieku 62 lat. W 1989 poślubił Amy Wright, z którą ma dwie córki: Claire i Katie.
Zmarł 9 lipca 2019 w swoim domu w Lakeville w Connecticut, w otoczeniu rodziny, w wieku 88 lat.

## Wybrana filmografia

### Filmy fabularne
- 1956: Laleczka jako stomatolog
- 1957: Twarz w tłumie jako Barry Mills
- 1959: Wzgórze Pork Chop jako porucznik Walter B. Russell Jr.
- 1961: Król królów jako Judasz Iskariota
- 1962: Słodki ptak młodości jako Thomas Tom J. Finley Jr.
- 1965: Cincinnati Kid jako Slade
- 1976: Człowiek, który spadł na ziemię (The Man Who Fell to Earth) jako dr Nathan Bryce
- 1978: Śpiączka jako dr George
- 1979: Heartland jako Clyde Stewart
- 1982: Władca zwierząt jako Maax
- 1982: Zły urok jako Harold Benson
- 1982: Spokojnie, to tylko awaria jako Bud Kruger
- 1983: Moje Cross Creek (Cross Creek) jako Marsh Turner
- 1984: Punkt zapłonu (Flashpoint) jako szeryf Wells
- 1985: Piwo jako Buzz Beckerman
- 1987: Nadine jako Bufford Pope
- 1990: Kojak: None So Blind (TV) jako Gideon Hogarth
- 1991: W obronie życia jako Bob Diamond
- 1992: Poza prawem jako szeryf Butch Prescott
- 1993: RoboCop 3 jako CEO
- 1995: Operacja Bekon jako generał Dick Panzer
- 1996: Nagi peryskop jako Dean Winslow
- 1997: Faceci w czerni (Men in Black) jako Zed
- 1997: Prawem na lewo jako Benny Gibbs
- 1997: Herkules jako Zeus (głos)
- 1998: Zakręcony jako Randall Tyson
- 1999: Informator jako John Scanlon
- 2000: Cudowni chłopcy jako Quentin 'Q' Morewood
- 2002: Faceci w czerni II jako Zed
- 2003: Obiekt pożądania jako Novak
- 2004: Witamy w Mooseport jako Bert Langdon
- 2004: Zabawy z piłką jako Patches O’Houlihan
- 2005: Twoje, moje i nasze jako komendant Sherman
- 2006: Maria Antonina jako Ludwik XV
- 2006: Zoom: Akademia superbohaterów jako Larraby
- 2007: Film o pszczołach jako Lou Lo Duca, generał Pollen Jocks (głos)

### Seriale telewizyjne
- 1963: Doktor Kildare jako John Burroughs / dr Keefe
- 1971: Bonanza jako Will Hewitt
- 1991: Columbo jako Leon Lamarr
- 1994: Niebo i piekło: Północ-Południe, Część 3 jako Adolphus
- 1995: Szpital Dobrej Nadziei (Chicago Hope) jako dr Warren Shutt
- 2002: Will & Grace jako Lionel Banks
- 2006: Prawo i porządek: Zbrodniczy zamiar jako Jules Copeland
- 2009: Rockefeller Plaza 30 jako Don Geiss